# Гальоппо

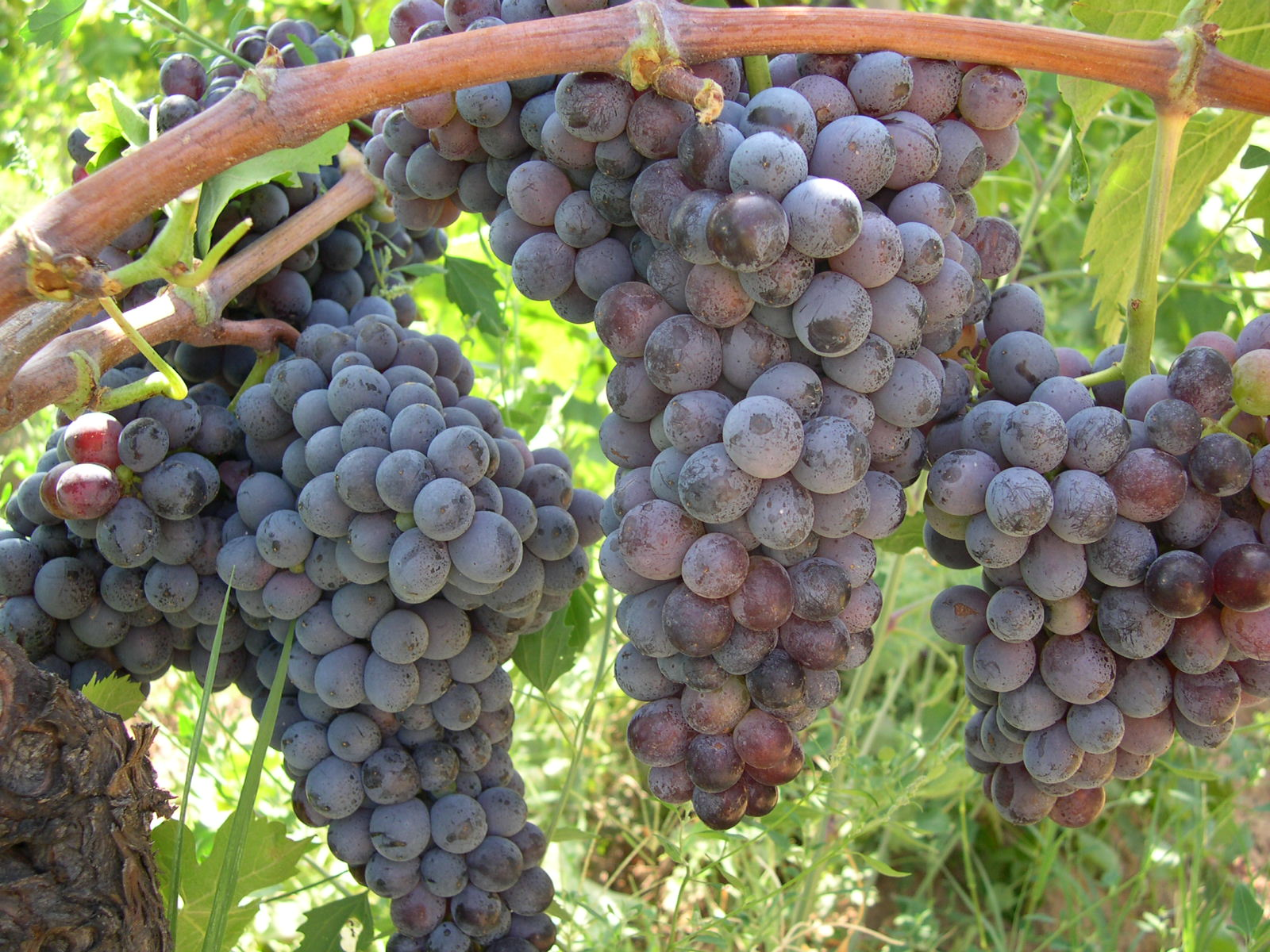
Гроно гальоппо

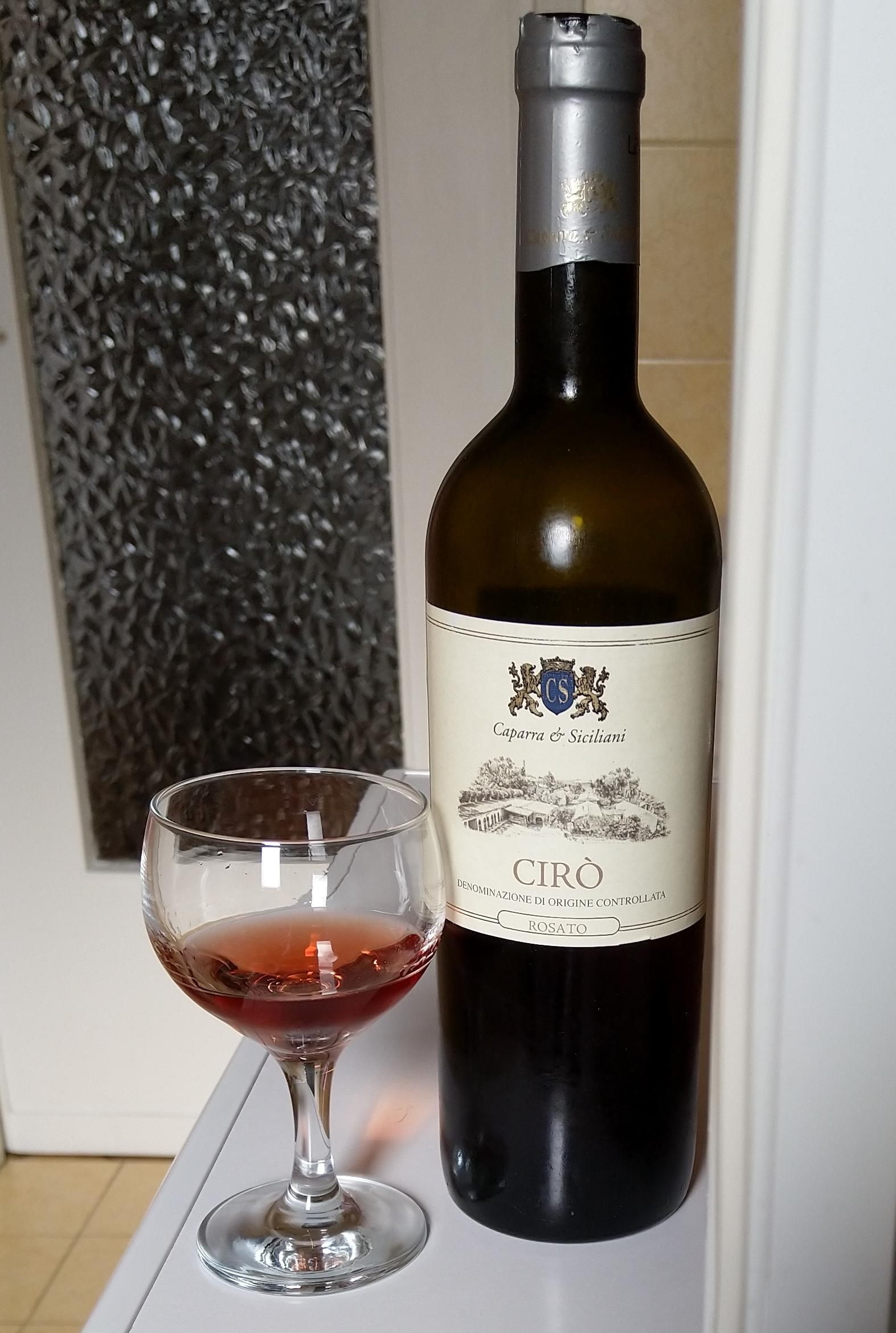
Рожеве вино з гальоппо

Гальоппо — (італ. Gaglioppo) — технічний сорт червоного винограду з Італії.

## Історія
Сорт відомий щонайменше з XIII сторіччя.

## Розповсюдження
Сорт автохтонний для Калабрії. Також вирощується у Кампанії, Умбрії, Абруццо, Марке.

## Характеристики сорту
Середньопізній сорт. Термін цвітіння середній, між третьою декадою травня та першою декадою червня. Врожайність висока та постійна.

### Ботанічний опис
Трав'янистий пагін зеленого кольору, майже без опушення. Переріз еліптичний. Вусики прості або роздвоєні, тонкі, досить довгі, зелені. Суцвіття конічне, середнього розміру (12x4 см), зелене. Лист середній, п'ятикутний, іноді серцеподібний, трилопатевий. Черешок середній, середньої товщини, зелений, іноді червонуватий. Осінній колір листя жовто-червонуватий. Гроно промислової стиглості середнє або велике. Витягнуте конічне або пірамідальне, іноді коротке та циліндричне, просте або «крилате» (з одним або двома «крилами»), компактні на вигляд. Квітконос короткий, товстий, дерев'янистий до першого розгалуження. Ягода легко відділяється від плодоніжки. Ягода середнього розміру, яйцеподібна або сфероїдна, не завжди правильної форми, оскільки через компактність грона деякі ягоди мають тенденцію до деформації. Переріз круглий або неправильної форми. Шкірка чорна, з червонуватими або рожевими відблисками, середньої товщини та середньої консистенції, вкрита шаром кутину. М'якоть соковита, іноді злегка тверда, з солодкуватим і простим смаком, сік рожевого кольору. Виноградних кісточок в середньому 2 на ягоду. Розмір середній або великий, грушоподібної форми, з великим «дзьобом».

## Характеристики вина
З гальоппо виробляють сухі вина, не дуже насичені за кольором, з ароматом ягід та відчутними танінами.